# 제13기 최고인민회의 대의원 선거
제13기 최고인민회의 대의원 선거는 2014년 3월 9일에 열린 조선민주주의인민공화국의 13대 최고인민회의 선거다. 대의원 687명을 선출하게 된다.

## 선거 결과
| 정당           | 의석 수 |
| -------------- | ------- |
| 조선로동당     | 607석   |
| 조선사회민주당 | 50석    |
| 천도교청우당   | 22석    |
| 조총련         | 5석     |
| 기타           | 3석     |
| 합계           | 687석   |

## 명단
조선로동당이 대다수 의석을 가져갔으며, 12기에서 606석을 차지하다가 13기에서 하나의 의석을 추가로 확보하였다. 나머지는 조선사회민주당과 천도교청우당, 그리고 조총련과 기타 정당이 차지하였다.
제1호 만경대선거구 박정남
  제2호 광복선거구 최평일
  제3호 팔골선거구 윤영철
  제4호 장훈선거구 김윤실
  제5호 갈림길선거구 오룡택
  제6호 축전선거구 리을설
  제7호 대평선거구 김영복
  제8호 원로선거구 김동숙
  제9호 경상선거구 김광철
  제10호 교구선거구 홍서헌
  제11호 련화선거구 심경옥
  제12호 서창선거구 길금순
  제13호 평천선거구 리연희
  제14호 안산선거구 리영식
  제15호 봉학선거구 박향심
  제16호 륙교선거구 문석불
  제17호 새마을선거구 조길녀
  제18호 보통강선거구 방승선
  제19호 류경선거구 김응철
  제20호 붉은거리선거구 리미옥
  제21호 개선선거구 양형섭
  제22호 비파선거구 조연준
  제23호 전승선거구 오극렬
  제24호 긴마을선거구 변영삼
  제25호 서성선거구 김해성
  제26호 장경선거구 김동혁
  제27호 하신선거구 김경수
  제28호 중신선거구 박봉남
  제29호 대성선거구 태형철
  제30호 룡흥선거구 김영주
  제31호 안학선거구 정명일
  제32호 동문선거구 김성희
  제33호 청류선거구 김명식
  제34호 문수선거구 리명철
  제35호 탑제선거구 리용무
  제36호 사곡선거구 량봉진
  제37호 동대원선거구 최영림
  제38호 률동선거구 김석남
  제39호 신리선거구 김인철
  제40호 삼마선거구 윤석천
  제41호 선교선거구 리경일
  제42호 등메선거구 김영일
  제43호 률곡선거구 황길철
  제44호 영제선거구 문강순
  제45호 락랑선거구 최성일
  제46호 정오선거구 장재언
  제47호 정백선거구 최명학
  제48호 충성선거구 리근일
  제49호 관문선거구 김격식
  제50호 승리선거구 김양건
  제51호 원암선거구 박형렬
  제52호 룡성선거구 리성희
  제53호 림원선거구 차희림
  제54호 룡궁선거구 주규창
  제55호 은하선거구 김영남
  제56호 어은선거구 최춘식
  제57호 마산선거구 최성원
  제58호 과학선거구 장 철
  제59호 배산선거구 박태성
  제60호 사동선거구 조형철
  제61호 두루선거구 박영애
  제62호 휴암선거구 최태복
  제63호 리현선거구 정영숙
  제64호 력포선거구 홍선옥
  제65호 능금선거구 리창식
  제66호 형제산선거구 최철중
  제67호 하당선거구 로익화
  제68호 형산선거구 김정숙
  제69호 신미선거구 김봉철
  제70호 순안선거구 강기섭
  제71호 석박선거구 정명철
  제72호 삼석선거구 김평해
  제73호 도덕선거구 김영춘
  제74호 강남선거구 한호남
  제75호 영진선거구 리현철
  제76호 강동선거구 조춘룡
  제77호 봉화선거구 김영대
  제78호 삼등선거구 김용호
  제79호 하리선거구 정명수
  제80호 흑령선거구 김표훈
  제81호 문화선거구 리만성
  제82호 평성선거구 채명학
  제83호 은덕선거구 안명옥
  제84호 오리선거구 강석주
  제85호 삼화선거구 로두철
  제86호 구월선거구 윤용남
  제87호 옥전선거구 박길남
  제88호 백송선거구 김정임
  제89호 안주선거구 채호남
  제90호 신안주선거구 박순녀
  제91호 동면선거구 한광상
  제92호 원풍선거구 강영수
  제93호 남평선거구 김명철
  제94호 남흥선거구 리무영
  제95호 개천선거구 김금숙
  제96호 람전선거구 문명학
  제97호 삼봉선거구 리영철
  제98호 건지선거구 백성남
  제99호 강철선거구 장병규
  제100호 룡진선거구 김순화
  제101호 각암선거구 한성호
  제102호 알일선거구 림동철
  제103호 룡운선거구 리영수
  제104호 순천선거구 오용건
  제105호 태백산선거구 김광혁
  제106호 오대산선거구 리병철
  제107호 은파산선거구 차준식
  제108호 칠봉산선거구 심재을
  제109호 멸악산선거구 최영호
  제110호 장암산선거구 허 룡
  제112호 봉수산선거구 리성순
  제113호 소백산선거구 김정관
  제114호 남천강선거구 황군일
  제115호 장자강선거구 김명식
  제116호 신파강선거구 진철수
  제117호 대성산선거구 변인선
  제118호 만년산선거구 전 일
  제119호 구월산선거구 김진철
  제120호 한나산선거구 노광철
  제121호 천마산선거구 전용학
  제122호 삼각산선거구 리경천
  제123호 승리산선거구 조경철
  제124호 오성산선거구 리영래
  제125호 록두산선거구 서홍찬
  제126호 은백산선거구 최동윤
  제127호 봉승산선거구 김광철
  제128호 백마산선거구 리정국
  제129호 송악산선거구 김금철
  제130호 수양산선거구 안국철
  제131호 신덕산선거구 최성운
  제132호 명당산선거구 한창순
  제133호 봉악산선거구 박영복
  제134호 대명산선거구 김명남
  제135호 룡악산선거구 김석홍
  제136호 성천강선거구 안지용
  제137호 평천강선거구 박수일
  제138호 수정강선거구 진용철
  제139호 차일강선거구 김성일
  제140호 삼천강선거구 박정천
  제141호 섬진강선거구 송석원
  제142호 영천강선거구 김춘삼
  제143호 옥천강선거구 최룡해
  제144호 례산강선거구 박승원
  제145호 외금강선거구 김수길
  제146호 갈마강선거구 천재권
  제147호 해금강선거구 김 철
  제148호 비파강선거구 김광현
  제149호 금천강선거구 리영길
  제150호 대동강선거구 장정남
  제151호 차천강선거구 리 철
  제152호 압록강선거구 방창덕
  제153호 두만강선거구 박동학
  제154호 군마산선거구 안기철
  제155호 내금강선거구 리관수
  제156호 금수선거구 윤정린
  제157호 해발선거구 김성덕
  제158호 모란봉선거구 리국준
  제159호 해방선거구 김원홍
  제160호 별동선거구 최부일
  제161호 혁신선거구 강필훈
  제162호 홰불선거구 김명주
  제163호 전진선거구 황민철
  제164호 자성강선거구 리용환
  제165호 봉화산선거구 신승훈
  제166호 금강산선거구 로경준
  제167호 새덕선거구 김성의
  제168호 석수선거구 최영일
  제169호 련포선거구 최영건
  제170호 제약선거구 박봉주
  제171호 수복선거구 최 휘
  제172호 직동선거구 송창호
  제173호 룡악선거구 최지선
  제174호 덕천선거구 김철웅
  제175호 공원선거구 로흥세
  제176호 제남선거구 리영철
  제177호 청송선거구 홍인범
  제178호 상덕선거구 최광진
  제179호 장상선거구 현응실
  제180호 대동선거구 홍광숙
  제181호 시정선거구 김창섭
  제182호 연곡선거구 김혜란
  제183호 증산선거구 리룡남
  제184호 광제선거구 신오순
  제185호 풍정선거구 한 철
  제186호 평원선거구 김중협
  제187호 원화선거구 서경심
  제188호 어파선거구 마원춘
  제189호 운봉선거구 손경남
  제190호 한천선거구 심국룡
  제191호 숙천선거구 김계관
  제192호 룡덕선거구 김만성
  제193호 열두삼천선거구 김영길
  제194호 남양선거구 유정석
  제195호 검산선거구 장현철
  제196호 문덕선거구 박명철
  제197호 립석선거구 림덕화
  제198호 룡오선거구 주명선
  제199호 성천선거구 동정호
  제200호 군자선거구 주수용
  제201호 신성천선거구 허종천
  제202호 장림선거구 김기근
  제203호 신양선거구 안금철
  제204호 양덕선거구 강추련
  제205호 동양선거구 김옥련
  제206호 은산선거구 길례수
  제207호 천성선거구 강형봉
  제208호 구봉선거구 현상주
  제209호 재동선거구 김경호
  제210호 학산선거구 신응식
  제211호 망일선거구 김광욱
  제212호 북창선거구 김영철
  제213호 송남선거구 문순희
  제214호 옥천선거구 김연화
  제215호 인포선거구 우원용
  제216호 맹산선거구 조원택
  제217호 녕원선거구 박동철
  제218호 대흥선거구 김상욱
  제219호 회창선거구 손석근
  제220호 신작선거구 김배종
  제221호 청남선거구 박영진
  제222호 검은금선거구 안철식
  제223호 득장선거구 전학철
  제224호 운곡선거구 김동일
  제225호 신의주선거구 서란희
  제226호 백사선거구 리학성
  제227호 남중선거구 김경남
  제228호 민포선거구 리광근
  제229호 수문선거구 전일춘
  제230호 친선선거구 오정희
  제231호 류상선거구 정명학
  제232호 와이선거구 리봉죽
  제233호 석하선거구 김혜영
  제234호 락청선거구 박종근
  제235호 연하선거구 윤두근
  제236호 구성선거구 서춘영
  제237호 백석선거구 박춘건
  제238호 방현선거구 윤동현
  제239호 남창선거구 리종국
  제240호 차흥선거구 오문현
  제241호 정주선거구 김익철
  제242호 덕언선거구 김희숙
  제243호 고안선거구 김경애
  제244호 남호선거구 리영준
  제245호 갈산선거구 권성호
  제246호 삭주선거구 박성실
  제247호 풍년선거구 리만건
  제248호 수풍선거구 강원식
  제249호 청성선거구 김봉일
  제250호 피현선거구 김정순
  제251호 량책선거구 한성혁
  제252호 백마선거구 김영선
  제253호 룡천선거구 리명철
  제254호 북중선거구 김영만
  제255호 룡암포선거구 곽철호
  제256호 신암선거구 김영순
  제257호 염주선거구 주영식
  제258호 다사선거구 최영덕
  제259호 외하선거구 백 언
  제260호 철산선거구 서동명
  제261호 가산선거구 리 철
  제262호 동림선거구 홍경준
  제263호 청강선거구 최상건
  제264호 신곡선거구 리영철
  제265호 선천선거구 정영원
  제266호 월천선거구 최 강
  제267호 삼성선거구 전영선
  제268호 인암선거구 허광춘
  제269호 곽산선거구 계명철
  제270호 원하선거구 차승수
  제271호 초장선거구 김재성
  제272호 운전선거구 김인순
  제273호 대오선거구 전경선
  제274호 보석선거구 최광철
  제275호 박천선거구 김학철
  제276호 덕삼선거구 류정국
  제277호 맹중선거구 전경남
  제278호 녕변선거구 김금실
  제279호 팔원선거구 김정빈
  제280호 구장선거구 김히택
  제281호 룡등선거구 김영성
  제282호 룡문선거구 리경진
  제283호 수구선거구 정리종
  제284호 향산선거구 전형종
  제285호 태평선거구 김경희
  제286호 운산선거구 김영춘
  제287호 풍양선거구 리철진
  제288호 조양선거구 김창룡
  제289호 태천선거구 오혜선
  제290호 은흥선거구 허정옥
  제291호 학봉선거구 김만수
  제292호 천마선거구 최종건
  제293호 조악선거구 김근철
  제294호 의주선거구 장병태
  제295호 운천선거구 량수정
  제296호 덕룡선거구 모승길
  제297호 대관선거구 조영수
  제298호 대령선거구 차명옥
  제299호 창성선거구 김윤석
  제300호 동창선거구 한철민
  제301호 벽동선거구 조성윤
  제302호 신도선거구 리영철
  제303호 약산선거구 최성일
  제304호 해청선거구 서승철
  제305호 읍파선거구 김현숙
  제306호 옥계선거구 최정룡
  제307호 서애선거구 강지영
  제308호 석천선거구 심일철
  제309호 학현선거구 우창식
  제310호 벽성선거구 박은옥
  제311호 죽천선거구 리영철
  제312호 강령선거구 장영수
  제313호 부포선거구 여만현
  제314호 금동선거구 최순철
  제315호 옹진선거구 심철호
  제316호 랭정선거구 백경신
  제317호 삼산선거구 김목룡
  제318호 전산선거구 김정만
  제319호 태탄선거구 주종경
  제320호 과산선거구 리종국
  제321호 장연선거구 김일진
  제322호 락연선거구 강태봉
  제323호 삼천선거구 김익중
  제324호 달천선거구 김 정
  제325호 송화선거구 차용명
  제326호 은률선거구 리성옥
  제327호 금산포선거구 강길영
  제328호 장련선거구 김승두
  제329호 은천선거구 김덕성
  제330호 량담선거구 홍금선
  제331호 안악선거구 지상만
  제332호 월지선거구 최영삼
  제333호 대추선거구 황윤남
  제334호 엄곳선거구 리철만
  제335호 신천선거구 문응조
  제336호 새날선거구 채영일
  제337호 새길선거구 박영호
  제338호 반정선거구 리종봉
  제339호 재령선거구 안승옥
  제340호 삼지강선거구 리혜숙
  제341호 장국선거구리명길
  제342호 북지선거구 김대성
  제343호 신원선거구 김옥규
  제344호 무학선거구 리수영
  제345호 봉천선거구 강영준
  제346호 신답선거구 강정희
  제347호 배천선거구 원경모
  제348호 금성선거구 진상철
  제349호 정촌선거구 김진국
  제350호 은봉선거구 계영삼
  제351호 금곡선거구 강명철
  제352호 연안선거구 강표영
  제353호 오현선거구 진연실
  제354호 송호선거구 리태식
  제355호 천태선거구 공연옥
  제356호 해월선거구 김형룡
  제357호 청단선거구 리창룡
  제358호 남촌선거구 권태문
  제359호 덕달선거구 리홍섭
  제360호 화양선거구 리승호
  제361호 룡연선거구 최 은
  제362호 구미선거구 황강철
  제363호 과일선거구 조정섭
  제364호 신대선거구 송효남
  제365호 사리원선거구 오명춘
  제366호 원주선거구 오일정
  제367호 미곡선거구 송윤희
  제368호 선경선거구 강하국
  제369호 광성선거구 강련학
  제370호 정방선거구 황병서
  제371호 운하선거구 채강환
  제372호 구천선거구 장명실
  제373호 송림선거구 윤제원
  제374호 석탑선거구 김충걸
  제375호 당산선거구 곽범기
  제376호 개성선거구 백춘기
  제377호 동현선거구 원동연
  제378호 선죽선거구 리종혁
  제379호 운학선거구 방강수
  제380호 덕암선거구 전영남
  제381호 평화선거구 김성희
  제382호 룡산선거구 리길송
  제383호 개풍선거구 김정각
  제384호 황주선거구 전승남
  제385호 청룡선거구 리철호
  제386호 삼정선거구 김철국
  제387호 흑교선거구 김영건
  제388호 연탄선거구 리훈영
  제389호 미산선거구 리영식
  제390호 봉산선거구 박태덕
  제391호 마동선거구 김송철
  제392호 청계선거구 김창광
  제393호 구연선거구 김옥선
  제394호 은파선거구 배 학
  제395호 강안선거구 최창선
  제396호 광명선거구 림석복
  제397호 린산선거구 최진수
  제398호 대촌선거구 김정옥
  제399호 서흥선거구 리태섭
  제400호 범안선거구 리재욱
  제401호 수안선거구 최신욱
  제402호 남정선거구 박용철
  제403호 연산선거구 김두철
  제404호 홀동선거구 리종무
  제405호 신평선거구 리철규
  제406호 만년선거구 리영진
  제407호 곡산선거구 조준학
  제408호 평암선거구 류명금
  제409호 신계선거구 남영숙
  제410호 정봉선거구 조성환
  제411호 추천선거구 박의춘
  제412호 평산선거구 최경남
  제413호 청수선거구 허영춘
  제414호 금천선거구 김완수
  제415호 현내선거구 박혜숙
  제416호 토산선거구 김정옥
  제417호 양사선거구 장기호
  제418호 장풍선거구 조영철
  제419호 구화선거구 박순길
  제420호 상원선거구 김영호
  제421호 명당선거구 윤재혁
  제422호 중화선거구 한응수
  제423호 채송선거구 김기남
  제424호 승호선거구 임 훈
  제425호 마탄선거구 리화실
  제426호 원명선거구 김의봉
  제427호 강계선거구 최창선
  제428호 연주선거구 안용남
  제429호 부창선거구 전길수
  제430호 야학선거구 리 광
  제431호 석현선거구 한영호
  제432호 외룡선거구 김혜란
  제433호 내룡선거구 김광주
  제434호 만포선거구 김춘섭
  제435호 구오선거구 홍승무
  제436호 문악선거구 변경환
  제437호 희천선거구 조재영
  제438호 솔모루선거구 서경호
  제439호 추평선거구 라경룡
  제440호 청년선거구 전용웅
  제441호 전평선거구 리 용
  제442호 성간선거구 박도춘
  제443호 성룡선거구 신관진
  제444호 전천선거구 정춘실
  제445호 학무선거구 정승기
  제446호 고인선거구 김금철
  제447호 룡림선거구 김룡실
  제448호 동신선거구 박영수
  제449호 송원선거구 리용주
  제450호 장강선거구 김창명
  제451호 향하선거구 김채란
  제452호 랑림선거구 리정숙
  제453호 화평선거구 김광철
  제454호 자성선거구 장성국
  제455호 중강선거구 렴인윤
  제456호 시중선거구 방관복
  제457호 위원선거구 오금철
  제458호 량강선거구 변원철
  제459호 초산선거구 박금희
  제460호 고풍선거구 박경일
  제461호 우시선거구 김덕훈
  제462호 세길선거구 안영국
  제463호 관풍선거구 변응규
  제464호 장덕선거구 윤상범
  제465호 봉춘선거구 박정남
  제466호 명석선거구 허종만
  제467호 원남선거구 림순희
  제468호 포화선거구 한원일
  제469호 복막선거구 김광일
  제470호 갈마선거구 김윤혁
  제471호 문천선거구 리학철
  제472호 문평선거구 지종관
  제473호 옥평선거구 김정심
  제474호 천내선거구 권금룡
  제475호 화라선거구 김진규
  제476호 안변선거구 한병만
  제477호 배화선거구 김영식
  제478호 고산선거구 허성일
  제479호 부평선거구 정 해
  제480호 설봉선거구 손금월
  제481호 통천선거구 오강철
  제482호 송전선거구 윤용일
  제483호 고성선거구 김인복
  제484호 온정선거구 박명국
  제485호 금강선거구 강수린
  제486호 속사선거구 계훈녀
  제487호 창도선거구 박근광
  제488호 김화선거구 김동선
  제489호 성산선거구 김천균
  제490호 회양선거구 문영철
  제491호 세포선거구 황 민
  제492호 후평선거구 원도희
  제493호 평강선거구 손철주
  제494호 복계선거구 리종문
  제495호 철원선거구 박두필
  제496호 내문선거구 김국창
  제497호 이천선거구 한영철
  제498호 판교선거구 백정순
  제499호 법동선거구 한춘식
  제500호 서문선거구 김용진
  제501호 삼일선거구 한창남
  제502호 상신흥선거구 추영숙
  제503호 동흥산선거구 문영선
  제504호 서상선거구 태종수
  제505호 풍호선거구 문상권
  제506호 회상선거구 유경숙
  제507호 세거리선거구 한성일
  제508호 정성선거구 권선화
  제509호 덕산선거구 허성철
  제510호 사포선거구 리춘화
  제511호 새거리선거구 정병곤
  제512호 초운선거구 김승기
  제513호 흥덕선거구 유광종
  제514호 흥서선거구 문광일
  제515호 해안선거구 정창석
  제516호 운중선거구 김일훈
  제517호 천기선거구 공승일
  제518호 류정선거구 최 현
  제519호 서호선거구 김철용
  제520호 신포선거구 송춘섭
  제521호 풍어선거구 최명철
  제522호 어항선거구 리 혁
  제523호 양화선거구 동영일
  제524호 단천선거구 리찬화
  제525호 쌍룡선거구 전혜성
  제526호 신단천선거구 허태철
  제527호 오몽선거구 강종관
  제528호 룡대선거구 박영식
  제529호 광천선거구 리춘삼
  제530호 백금산선거구 장춘근
  제531호 금골선거구 최 철
  제532호 북두선거구 황영삼
  제533호 수동선거구 리창한
  제534호 룡평선거구 강병후
  제535호 장동선거구 황봉철
  제536호 고원선거구 강태석
  제537호 부래산선거구 김현진
  제538호 요덕선거구 한룡국
  제539호 금야선거구 리규만
  제540호 인흥선거구 장순금
  제541호 가진선거구 전용남
  제542호 광명성선거구 전광호
  제543호 중남선거구 석원춘
  제544호 정평선거구 남용활
  제545호 선덕선거구 박춘남
  제546호 신상선거구 리동춘
  제547호 초원선거구 리혜정
  제548호 독산선거구 장 웅
  제549호 장진선거구 김철규
  제550호 양지선거구 권태영
  제551호 부전선거구 최철후
  제552호 신흥선거구 김석순
  제553호 상원천선거구 계봉춘
  제554호 부흥선거구 한주성
  제555호 영광선거구 리완호
  제556호 수전선거구 박정현
  제557호 기상선거구 최귀헌
  제558호 함주선거구 안정수
  제559호 구상선거구 김성봉
  제560호 동봉선거구 리영애
  제561호 상중선거구 김정석
  제562호 서중선거구 김동춘
  제563호 삼호선거구 차경일
  제564호 홍원선거구 최복순
  제565호 산양선거구 홍철근
  제566호 운포선거구 량창남
  제567호 덕성선거구 김상룡
  제568호 장흥선거구 정경화
  제569호 북청선거구 김진국
  제570호 신창선거구 정덕영
  제571호 신북청선거구 강정호
  제572호 청흥선거구 허명옥
  제573호 리원선거구 고선옥
  제574호 라흥선거구 한장빈
  제575호 채종선거구 김경준
  제576호 허천선거구 신병강
  제577호 신홍선거구 정광국
  제578호 상농선거구 최인호
  제579호 금호선거구 리제선
  제580호 라남선거구 오세관
  제581호 라북선거구 최석환
  제582호 남청진선거구 김기성
  제583호 부윤선거구 리상관
  제584호 송평선거구 서영학
  제585호 사봉선거구 김광남
  제586호 강덕선거구 동 훈
  제587호 수성선거구 김형찬
  제588호 수남선거구 백금실
  제589호 말음선거구 림문철
  제590호 포항선거구 정성혁
  제591호 수북선거구 오경석
  제592호 남향선거구 김영재
  제593호 신진선거구 강철구
  제594호 교동선거구 오수용
  제595호 청암선거구 김철호
  제596호 련진선거구 송룡수
  제597호 관해선거구 신철웅
  제598호 회령선거구 정선희
  제599호 오산덕선거구 리순실
  제600호 망양선거구 리귀옥
  제601호 유선선거구 리룡국
  제602호 송암선거구 전성만
  제603호 청학선거구 허태률
  제604호 제강선거구 리성재
  제605호 장평선거구 허재률
  제606호 학성선거구 김금옥
  제607호 길주선거구 강영태
  제608호 일신선거구 김 일
  제609호 주남선거구 김성호
  제610호 영북선거구 김수일
  제611호 화대선거구 조금희
  제612호 룡포선거구 유철우
  제613호 명천선거구 남승우
  제614호 룡암선거구 김택구
  제615호 명간선거구 안동춘
  제616호 룡반선거구 리범경
  제617호 극동선거구 최영숙
  제618호 어랑선거구 최영숙
  제619호 어대진선거구 전광록
  제620호 경성선거구 정영수
  제621호 하면선거구 홍봉철
  제622호 승암선거구 남홍선
  제623호 부령선거구 량영호
  제624호 무산선거구 명송철
  제625호 쇠돌선거구 표일석
  제626호 상창선거구 김용광
  제627호 연사선거구 로성웅
  제628호 온성선거구 리태진
  제629호 왕재산선거구 김성종
  제630호 종성선거구 김영걸
  제631호 경원선거구 석길호
  제632호 고건원선거구 김명선
  제633호 룡북선거구 지재룡
  제634호 경흥선거구 홍만호
  제635호 학송선거구 오영남
  제636호 오봉선거구 자성남
  제637호 혜산선거구 박철호
  제638호 혜장선거구 정형숙
  제639호 탑성선거구 장인숙
  제640호 송봉선거구 리상원
  제641호 련봉선거구 김미남
  제642호 신파선거구 김승희
  제643호 포평선거구 한명성
  제644호 고읍선거구 윤만걸
  제645호 풍산선거구 김유숙
  제646호 보천선거구 방광남
  제647호 삼지연선거구 주태경
  제648호 대홍단선거구 김광호
  제649호 백암선거구 안문학
  제650호 유평선거구 송정수
  제651호 운흥선거구 리성국
  제652호 생장선거구 최기준
  제653호 갑산선거구 연태정
  제654호 오일선거구 안영기
  제655호 풍서선거구 리경화
  제656호 삼수선거구 한명국
  제657호 항구선거구 강양모
  제658호 후포선거구 한광복
  제659호 문애선거구 로 익
  제660호 건국선거구 리재일
  제661호 류사선거구 하응천
  제662호 와우도선거구 리길춘
  제663호 남산선거구 김득삼
  제664호 대대선거구 강능수
  제665호 갑문선거구 독고창국
  제666호 강서선거구 김영성
  제667호 서학선거구 정명조
  제668호 청산선거구 윤춘화
  제669호 서기선거구 리광철
  제670호 덕흥선거구 류미영
  제671호 천리마선거구 진영일
  제672호 강선선거구 김형남
  제673호 보봉선거구 전승훈
  제674호 화석선거구 김경옥
  제675호 대안선거구 양승호
  제676호 옥수선거구 윤향실
  제677호 룡강선거구 임종실
  제678호 옥도선거구 황순희
  제679호 온천선거구 김철만
  제680호 해운선거구조영수
  제681호 서화선거구 리성일
  제682호 귀성선거구 황영보
  제683호 라진선거구 림경만
  제684호 동명선거구 조정호
  제685호 창평선거구 신봉영
  제686호 선봉선거구 신동수
  제687호 웅상선거구 최송남